# G218国道

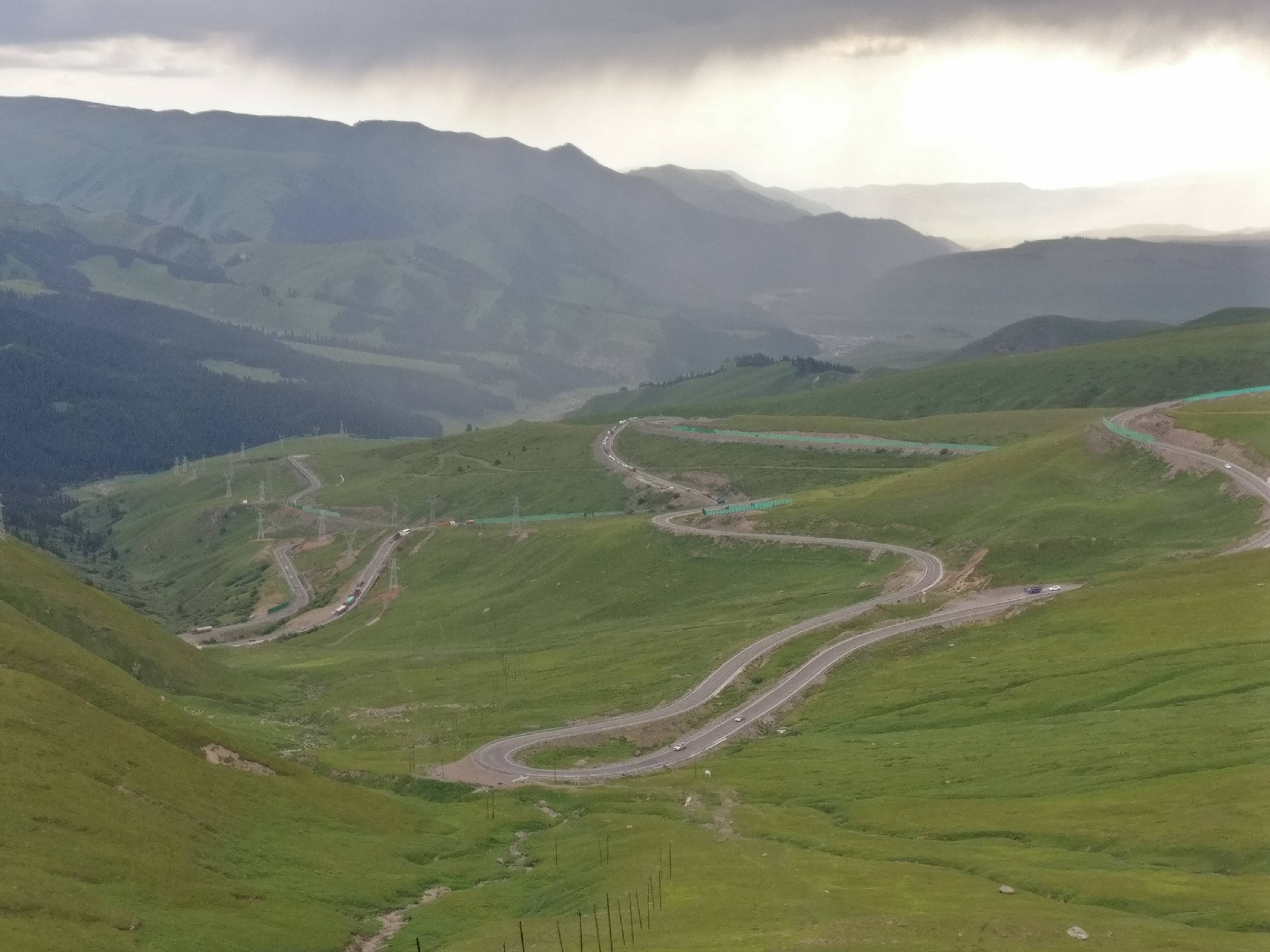

G218国道（G218こくどう/国道218線、G218線）は中華人民共和国の新疆ウイグル自治区（東トルキスタン）内のコルガス県清水河鎮からグルジャ市（伊寧市）を経由してチャルクリク県を結ぶ全長1117kmの中国の国道である。

## 里程表
| 省、自治区                            | 地級市、自治州、地区         | 県、県級市、市轄区、自治県     | 距離(km) | 注           |
| ------------------------------------- | ---------------------------- | ------------------------------ | -------- | ------------ |
| 新疆ウイグル自治区 （東トルキスタン） | イリ・カザフ自治州           | コルガス県（霍城県）清水河鎮   | 0        | G218国道起点 |
| 新疆ウイグル自治区 （東トルキスタン） | イリ・カザフ自治州           | グルジャ市（伊寧市）           | 48       |              |
| 新疆ウイグル自治区 （東トルキスタン） | イリ・カザフ自治州           | キュネス県那拉提鎮             | 232      |              |
| 新疆ウイグル自治区 （東トルキスタン） | バインゴリン・モンゴル自治州 | 和静県巴侖台鎮                 | 522      |              |
| 新疆ウイグル自治区 （東トルキスタン） | バインゴリン・モンゴル自治州 | 和静県                         | 583      |              |
| 新疆ウイグル自治区 （東トルキスタン） | バインゴリン・モンゴル自治州 | コルラ市                       | 673      |              |
| 新疆ウイグル自治区 （東トルキスタン） | バインゴリン・モンゴル自治州 | ロプノール県                   | 727      |              |
| 新疆ウイグル自治区 （東トルキスタン） | バインゴリン・モンゴル自治州 | ロプノール県鉄干里克鎮（34団） | 883      |              |
| 新疆ウイグル自治区 （東トルキスタン） | バインゴリン・モンゴル自治州 | チャルクリク県                 | 1117     | G218国道終点 |

## 主な接続路線

### 新疆ウイグル自治区（東トルキスタン）
- G312国道 - コルガス県清水河鎮
- G217国道 - キュネス県那拉提鎮
- G216国道 - 和静県巴侖台鎮（英語版）
- G314国道 - コルラ市
- G315国道 - チャルクリク県

## 註釈・参考資料
1. ↑  新疆自駕車指南－国道218線具体情况（雲南中青旅在線）
2. ↑  国道218線----通向南疆 （一路凱歌）